# Колиба у шуми
Колиба у шуми (енгл. The Cabin in the Woods) је амерички хорор филм из 2011. године, режисера Друа Годарда и сценаристе Џоса Видона са Кристен Коноли, Крисом Хемсвортом, Аном Хачисон, Френом Кранцом, Џесијем Вилијамсом и Сигорни Вивер у главним улогама. Освојио је Награду Сатурн за најбољи хорор и трилер филм године. Прича прати групу студената који одлазе у шумску колибу и постају жртве напада зомбија, као и технологије која контролише ток догађаја из подземне фабрике.
Гордон и Видон, који су претходно били познати по заједничком раду на хорор ТВ серији Бафи, убица вампира, су написали сценарио за 3 дана. Описали су га као освежење у слешер поджанру и сатиру тада популарних сплатера. Филм представља омаж хорор класицима 1980-их, као што су Петак тринаести и Зла смрт, али се по идеји у потпуности разликује од њих.
Филм је добио бројне похвале за специјалне ефекте, које је радила популарна хорор глумица и краљица вриска, Хедер Лангенкамп са својим супругом, оскаровцем, Дејвидом Андерсоном. Сниман је у Ванкуверу почетком 2009. и требало је да га продукцијска кућа Метро-Голдвин-Мејер објави наредне године, али је због финансијских проблема филм премијерно приказан тек после 3 године на филмском фестивалу у Остину. Изазвао је позитивне реакције и критичари су га на сајту Rotten Tomatoes оценили са 91%. Зарадио је 66,5 милиона $, са буџетом од 30 милиона $.

## Радња
Петоро пријатеља одлазе на одмор у шумску колибу. Убрзо их напада зомбифицирана породица и убија једног по једног. Последњих двоје преживелих откривају шокантну истину која се крије иза колибе.
Догађаје у колиби контролише организација која сваке године подноси људску жртву Древним чудовиштима, како би се спречио смак света. На крају из групе од петоро мора остати само девица, да последња умре или преживи...

## Улоге
| Глумац         | Улога          |
| -------------- | -------------- |
| Кристен Коноли | Дана Полк      |
| Крис Хемсворт  | Курт Вон       |
| Ана Хачисон    | Џулс Луден     |
| Френ Кранц     | Марти Микалски |
| Џеси Вилијамс  | Холден Макре   |
| Ричард Џенкинс | Гари Ситерсон  |
| Бредли Витфорд | Стив Хедли     |
| Брајан Вајт    | Данијел Труман |
| Ејми Акер      | Венди Лин      |
| Сигорни Вивер  | Директорка     |
| Тим де Зарн    | Мордекај       |
| Џодел Ферланд  | Патјенс Бакнер |
| Мет Дрејк      | Џуда Бакнер    |
| Ден Пејн       | Метју Бакнер   |
| Ден Шеј        | отац Бакнер    |
| Маја Масар     | мајка Бакнер   |
| Том Ленк       | Роналд         |
| Грег Зах       | Форникус       |
| Ејден Вотсон   | Џони Харпер    |
| Патрик Сабонги | чувар лифта    |